# Перевозников, Самуил Маркович
Самуил Маркович Перевозников (Семён Маркович Перов; 1904—1941) — советский разведчик, резидент в Шанхае.

## Биография
Родился в селе Жагоры Ковенской губернии в семье раввина, получил среднее образование. В 1905—1916 жил с родителями в местечке Росице Полоцкого уезда Витебской губернии. В 1916 переехал в Витебск для поступления в среднее учебное заведение, подрабатывал репетиторством. В январе 1919 уехал в Двинск на заработки, учился там в единой трудовой школе 2-й ступени. В 1920 после захвата Двинска польскими войсками оказался за границей. В Даугавпилсе он окончил единую трудовую школу 2-й ступени.  Владел польским и немецким языками.
В 1922 переехал в Веймарскую республику для получения высшего образования. 1 июля 1924 вступил в КПГ, с того же года — ответственный секретарь исполкома Союза советских студентов. С конца 1924 до осени 1925 организатор производственных ячеек в двух районах Берлина, был членом бюро Берлинских студенческих коммунистических фракций. В 1925—1926 член ЦК Союза коммунистических студентов Германии. Во время учёбы активно участвовал в молодёжном коммунистическом и профсоюзном движении в Веймарской республике. Учился в Коммерческом институте Берлина, который окончил в 1926 по специальности «Кооперация и банковское дело».
В октябре 1926 С. М. Перевозников вернулся в СССР для прохождения службы в РККА. С 1926 член РКП(б). Находился на руководящей работе в Профинтерне. С 1933 в ИНО ОГПУ. В течение пяти лет был нелегальным резидентом «особой группы Серебрянского» в Шанхае. Занимался проблемами поставок в Республиканскую Испанию. В 1939 отозван в СССР и непродолжительное время работал в центральном аппарате (ГУГБ).
2 сентября 1939 арестован. На следствии показал, что «к сотрудничеству с английской разведкой» его привлёк Я. И. Серебрянский. 7 июля 1941 по обвинению в шпионаже и участии в контрреволюционной организации приговорён ВКВС СССР к высшей мере наказания. 28 июля 1941 расстрелян. 29 декабря 1967 приговор отменён ВКВС СССР и дело прекращено за отсутствием состава преступления.

### Семья
Жена — Инна Натановна Беленькая (1903–1938), сотрудница советской внешней разведки, разведчик-нелегал.  В 16 лет вступила в ВКП(б). Пять лет (1922–1927) находилась на работе за границей: в Германии, Австрии, Франции. Свободно владела английским, французским и немецким языками. В 1928 году была направлена на работу в Профинтерн референтом по Германии, затем действовала в составе «особой группы Серебрянского» в Китае и в Испании — в период гражданской войны. В «Очерках истории российской внешней разведки» подчеркивается: «Эта отважная разведчица была многие годы на нелегальной работе в Германии, Австрии и Китае. В Испании вела агентурную работу, оказывала помощь испанским коллегам. Отличалась принципиальностью, независимым характером и прямотой суждений». На отчете И.Беленькой о ее работе в Испании есть пометка, сделанная в 1938 году: «Подлежала аресту. Не была арестована, так как покончила жизнь самоубийством».
Сын — Алексей. Погиб на фронте в Великую Отечественную войну.
Её сестра — Полина Натановна Беленькая и её муж Я. И. Серебрянский также работали в разведке.

### Адрес
- Москва, улица Станиславского, дом 2-а, квартира 10.